# ジャン＝フランソワ・ラルウェット

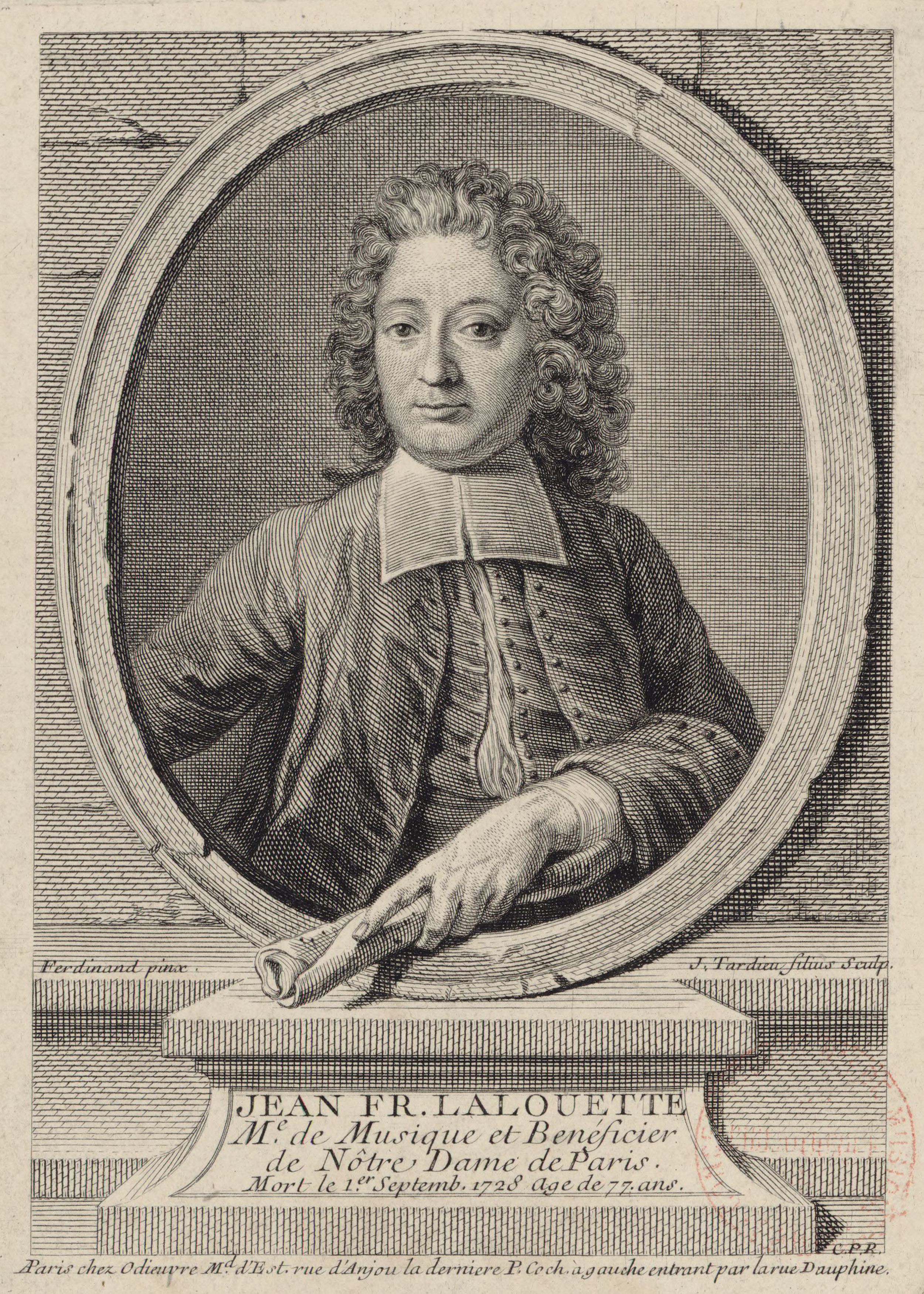
ジャン＝フランソワ・ラルウェット

ジャン＝フランソワ・ラルウェット（Jean-François Lalouette, 1651年・パリ - 1728年・パリ）
フランスの作曲家、指揮者。

## 生涯
ジャン＝バティスト・リュリの弟子であり、彼の秘書として、また作品の編曲やオーケストレーションの仕上げなどを務めたが、1677年にリュリの叙情悲劇『イシス』の大部分を自分の作品であると発言してリュリの怒りを買い失職した。

その後数年、足跡が途絶えるが、1683年のヴェルサイユ宮殿礼拝堂のオルガニストのコンクールの候補者として名前を見せている（最終的には落選）。
1693年にルーアンの大聖堂の楽長に就任、1695年にはヴェルサイユのノートルダム寺院、パリのサン＝ジェルマン＝ロクセロワ教会の楽長の座に着いた。

さらに1700年にはアンドレ・カンプラの後任としてパリのノートルダム大聖堂の楽長に就任し、1716年8月31日まで、また1718年から1727年初めまでこの職を務めた。1718年の楽長選考の際には、候補者がラルゥエット作曲のミゼレーレを指揮することになったため、自作が納得いく演奏をされないのではないかと心配し、自らが指揮台に上って、結局は彼自身が再び楽長に復帰することになったと言うエピソードが残っている。

## 作品
作品は1726年と1730年のモテット集のほかは、リュリの怒りを買ったためか出版は少ない。1775年のAnecdotes dramatiquesなどによると、リュリの作品中にしばしばラルウェットの曲が入っているとの言及が見られる。